# Staryï Mertchyk
Staryï Mertchyk (ukrainien : Старий Мерчик) est une commune urbaine de l'oblast de Kharkiv, en Ukraine. Elle compte 1 797 habitants en 2021.

## Géographie
La commune se situe au sud de la rivière Kryvorotivka, affluente de la rivière Oudy, puis du Donets, dans le bassin hydrographique du fleuve Don. Elle est également proche de la rivière Mertchyk, dont elle porte le nom, qui elle appartient au bassin du fleuve Dniepr. Elle se trouve donc au contact de deux vastes bassins versants. Elle est localisée à 33 kilomètres à l'ouest de la ville de Kharkiv. 

## Patrimoine

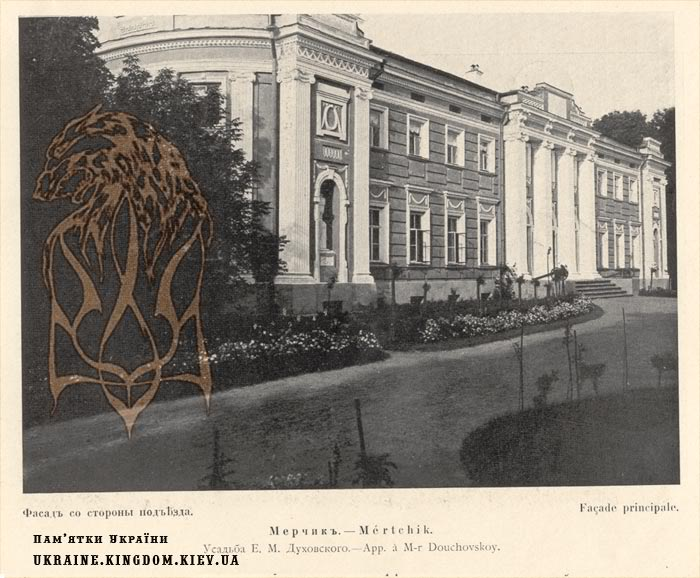
Palais des Chidlovsky et son parc, classés.